# تشارلي بومان
تشارلي بومان (بالإنجليزية: Charlie Bowman)‏ هو عازف كمان ‏ أمريكي، ولد في 30 يوليو 1889 في غراي في الولايات المتحدة، وتوفي في 20 مايو 1962.

## وصلات خارجية
- تشارلي بومان على موقع ميوزك برينز (الإنجليزية)
- تشارلي بومان على موقع ديسكوغز (الإنجليزية)